# Sonate K. 68
Pour les articles homonymes, voir K68.

, 116 mes.
La sonate K. 68 (F.28/L.114) en mi bémol majeur est une œuvre pour clavier du compositeur italien Domenico Scarlatti.

## Présentation
La sonate K. 68, en mi bémol majeur, est sans indication de mouvement. Un motif rythmique unique : 
traverse la sonate de bout en bout. Elle figure dans un éventail de pièces à danser des compositions de la « première manière ».

## Manuscrits
Le manuscrit principal est le numéro 30 du volume XIV (Ms. 9770) de Venise (1742), copié pour Maria Barbara. D'autres copies figurent à Londres, numéro 40 du manuscrit Worgan, Add. ms. 31553 (1740-1760) ; deux copies figurent à Saragosse (E-Zac) : source 2, ms. B-2 Ms. 31, fos 19v-21r, no 10 et source 3 (1750-1751), ms. B-2 Ms. 32, fos 75v-77r, no 38 (1751–1752) ; une autre dans un manuscrit de provenance française, conservé dans une collection privée du New Jersey, dont Joel Sheveloff reproduit les 88 premières mesures dans un article.

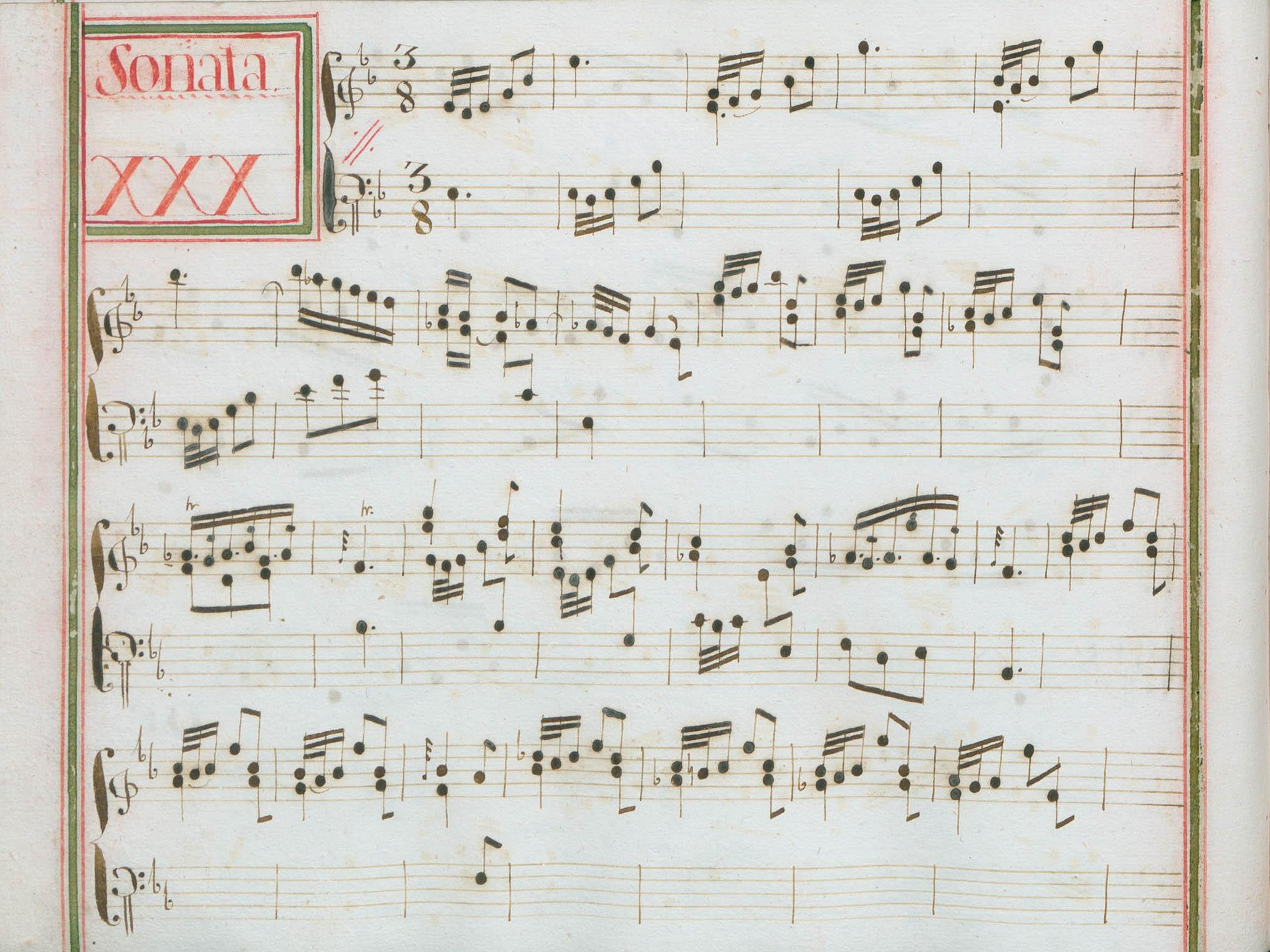
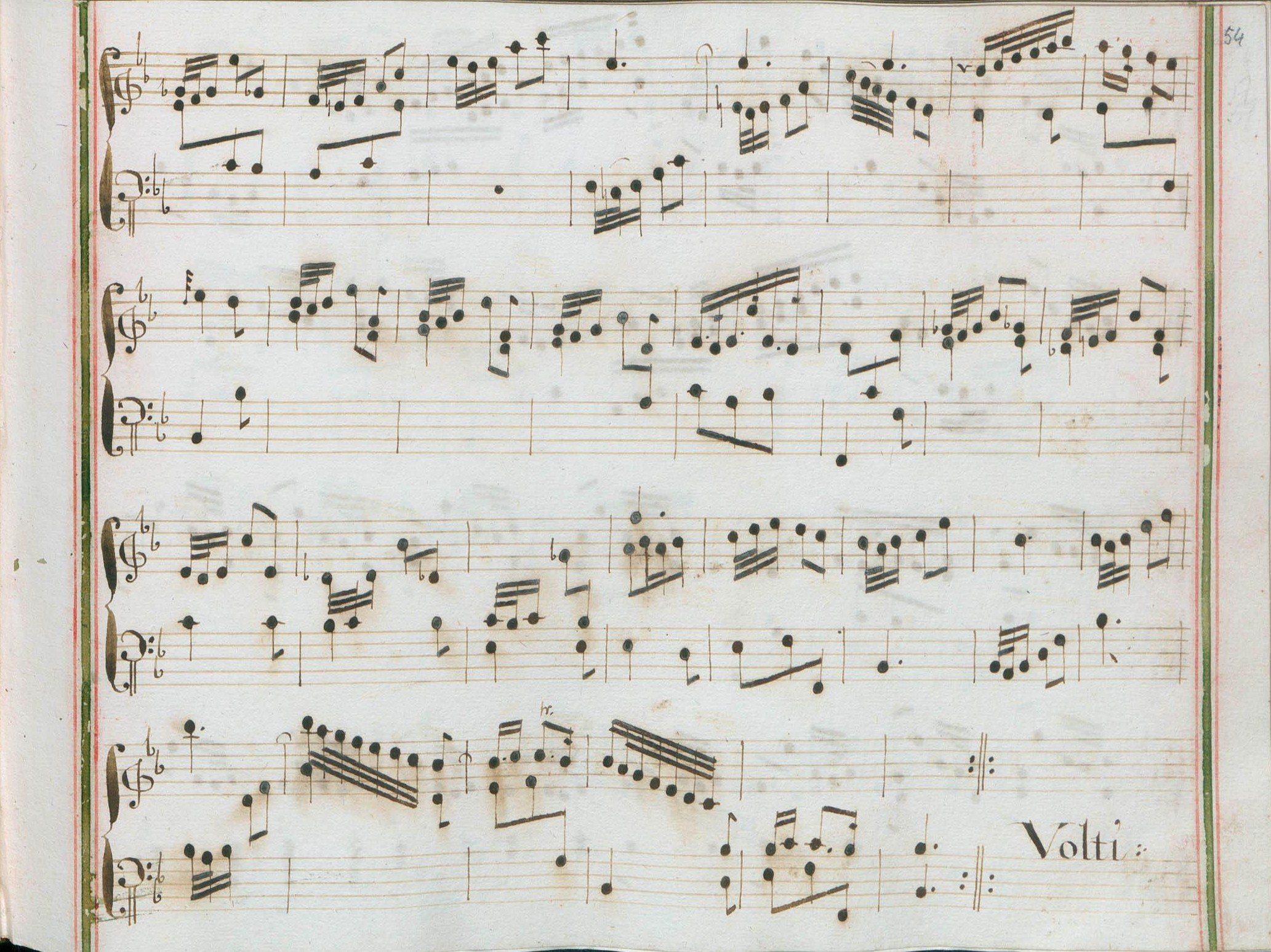
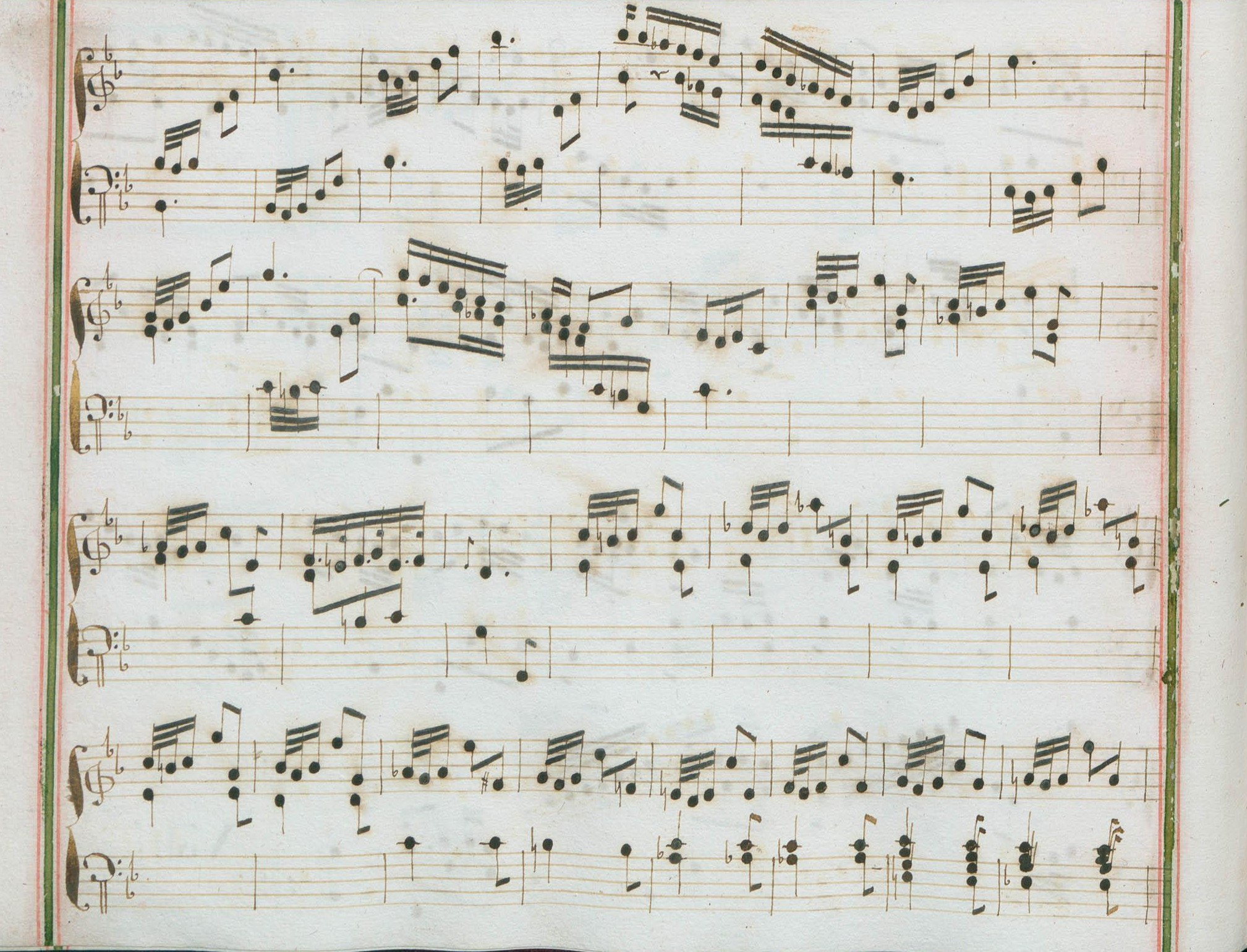
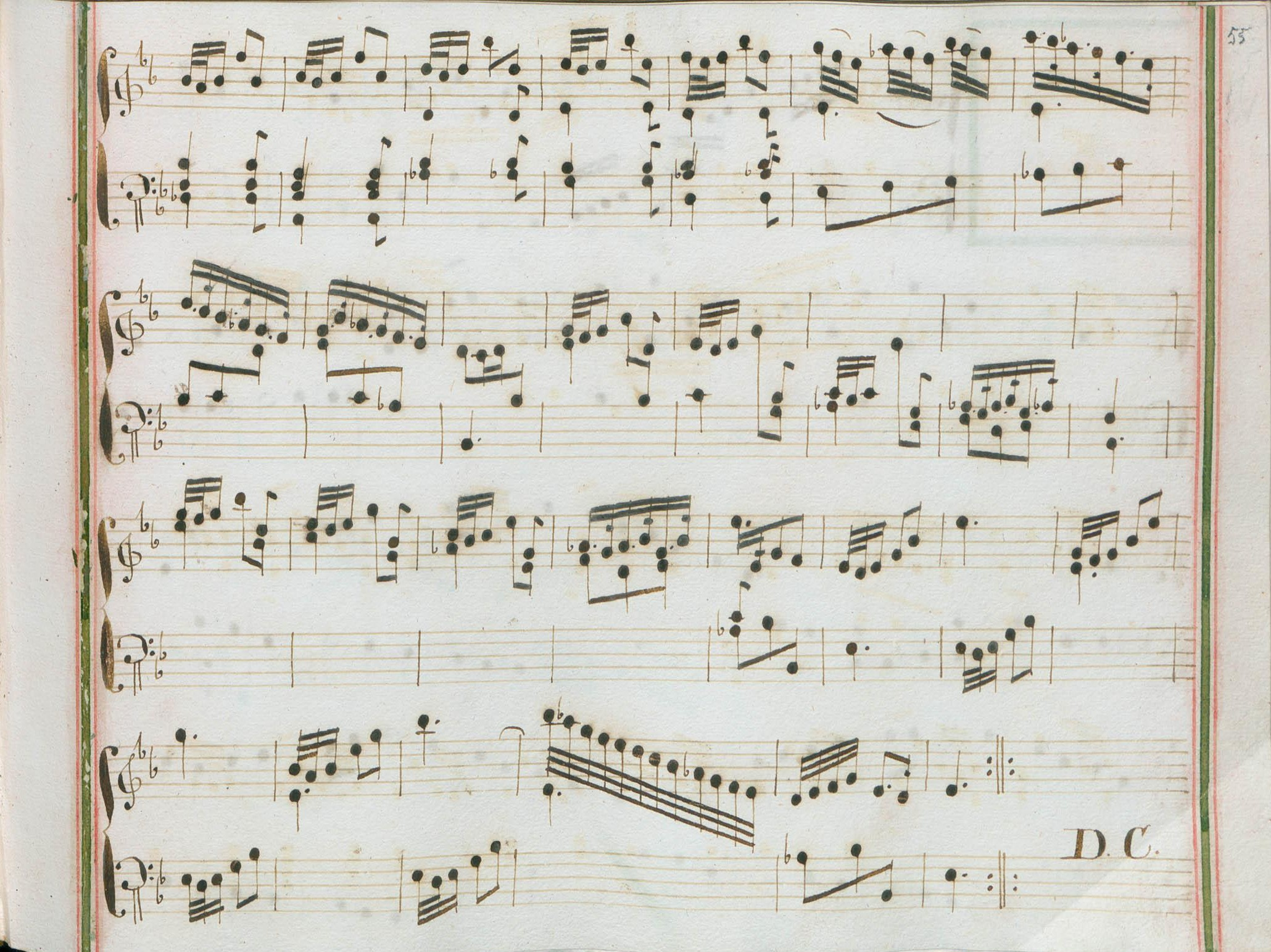

## Interprètes
La sonate K. 68 est défendue au clavecin par Scott Ross (1985, Erato), Pieter-Jan Belder (2001, Brilliant Classics, vol. 2) et Richard Lester (2005, Nimbus, vol. 6).

## Sources
: document utilisé comme source pour la rédaction de cet article.
- Ralph Kirkpatrick (trad. de l'anglais par Dennis Collins), Domenico Scarlatti, Paris, Lattès, coll. « Musique et Musiciens », 1982 (1re éd. 1953 (en)), 493 p. (ISBN 978-2-7096-0118-4, OCLC 954954205, BNF 34689181).
- (en) Joel Sheveloff, « Domenico Scarlatti: Tercentenary Frustrations », The Musical Quarterly, vol. 71, no 4,‎ 1985, p. 399–436 (ISSN 0027-4631, OCLC 5548497950, JSTOR 948094, lire en ligne)
- Alain de Chambure, « Domenico Scarlatti, Intégrale des sonates — Scott Ross », Erato/Éditions Costallat (2564-62092-2 (livret : 2292-45309-2)), 1985 (OCLC 891183737) .
- Malcolm Boyd, « Recordings », Early Music, vol. 17, no 2,‎ 1989, p. 267–274L'auteur étudie les variantes existantes parmi les différentes versions préservées de la sonate, concernant la tessiture des voix des mesures 42–52.
- (es) Celestino Yáñez Navarro (thèse), Nuevas aportaciones para el estudio de las sonatas de Domenico Scarlatti. Los manuscritos del Archivo de Música de las Catedrales de Zaragoza, Université autonome de Barcelone, 2016 (lire en ligne)